# Мирко Демић
Мирко Демић (Горњи Класнић, 1964) српски је књижевник и публициста.

## Биографија
Мирко Демић је рођен 1964. године у Горњем Класнићу код Глине на Банији. Школовао се у Горњем Класнићу, Београду и Карловцу. Завршио је Војну академију у Београду. Од 1987. до 1991. године живео је у Сињу, од 1991. до 1995. у родном селу и Глини, а од 1995. живи у Крагујевцу.
Књижевним и публицистичким радом бави се од 1990. године. Био је активан у Српском културном друштву Сава Мркаљ из Топуског од оснивања 1990. па до 1995. када је после хрватске војне операције Олуја Друштво престало са радом. У раздобљу 1996-2002. био је главни уредник библиотечког листа Крагујевачко читалиште. Од 2002. до 2011. године био је главни уредник часописа за књижевност Кораци из Крагујевца. Бави се библиографским радом. Члан је Српског књижевног друштва.
Књига приповедака Молски акорди му је преведена на македонски језик, а делови прозе и есеји на енглески, немачки, пољски и украјински језик.
У роману Ћутања из Горе, за који је добио Награду „Меша Селимовић“ за најбољу књигу на српском језику 2017. године централна тема је судбина Срба из данашње Хрватске.

## Награде и признања
- Андрићева награда, за књигу приповедака Молски акорди, 2008.[3]
- Награда „Дејан Медаковић”, за роман Трезвењаци на пијаној лађи, 2010.
- Награда „Ђура Даничић”, 2013.
- Награда часописа Улазница, за есеј о Витомилу Зупану под називом (О)смех човека који зна превише, 2009.[4]
- Награда „Меша Селимовић”, за роман Ћутања из горе, 2017.
- Награда „Мирослав Дерета”, за рукопис романа Пустоловине бачког опенара, 2018.[5]
- Награда „Бранислав Нушић”, за драму Победници, победници, 2018.
- Награда „Небојша Деветак”, за есеј „Порицање као игра огледала код Црњанског”, 2021.[6]
- „Грачаничка повеља”, 2024.
- Поводом 160. годишњице Војне академије 2010. године додељено му је признање за значајна дела као истакнутом члану нашег друштва који је завршио Војну академију.

## Дела
Проза
- Јабуке Хесперида (1990)
- Сламка у носу (1996)
- Ћилибар, мед, оскоруша (2001, 2005, 2011)
- Апокрифи о Фуртули (2003, 2020)
- Слуге хировитог лучоноше (2006)
- Молски акорди (2008, 2009)
- Трезвењаци на пијаној лађи[7] (2010)
- По(в)ратнички реквијем (2012)
- Атака на Итаку (2015)
- Ћутања из Горе[8] (2016)
- Пустоловине бачког опсенара (2018)
- Ружа под ледом (2021, 2023)
- Небеска диванхана (2024)

Публицистика
- Слађење горчином (2008), књига публицистичких текстова[9]
- Под отровним плаштем: есеји, (п)огледи, маргиналије  (2010)
- На ничијој земљи: есеји, маргиналије и један путопис  (2016)
- Оживљавање диносауруса: есеји, (анти)тезе, поводи (2023)

Драме
- Наше домаће ствари, драме (2020)
- Драмски текст Игре бројева (Спомен парк „Крагујевачки октобар“, Крагујевац, 2017) настао је као предложак за Велики школски час.

Приређивач
- Буна у Бановини у Класнићу 1883. Ђорђе А. Петровић (СКД "Просвјета", Загреб, 2003)
- Таласи и есеји (2005) и Тмурни дневи Милан Будисављевић (СКД "Просвјета", Загреб,2006)
- Грке капи Милан Прибићевић (СКД "Просвјета", Загреб,2013)
- Путописи Станислав Краков (Дерета, Београд, 2017)[10]
- Путописи II Станислав Краков (Дерета, Београд, 2018)
- Ратни дневници: 1912-1916 Станислав Краков (Прометеј,Радио-телевизија Србије/Нови Сад,Београд, 2019)
- Путописи III Станислав Краков (Дерета, Београд, 2020)
- Сни и дни Десимир Благојевић (Народна библиотека "Вук Караџић", Крагујевац, 2022)
- Станислав Краков међу покретним сликама (Филмски центар Србије, Београд, 2025)